# Halowe Mistrzostwa Europy w Lekkoatletyce 1979 – skok w dal kobiet
Skok w dal kobiet – jedna z konkurencji technicznych rozgrywanych podczas halowych lekkoatletycznych mistrzostw Europy w hali Ferry-Dusika-Hallenstadion w Wiedniu. Rozegrano od razu finał 24 lutego 1979. Zwyciężyła reprezentantka Niemieckiej Republiki Demokratycznej Siegrun Siegl. Tytułu zdobytego na poprzednich mistrzostwach nie obroniła Jarmila Nygrýnová z Czechosłowacji, która tym razem wywalczyła srebrny medal.

## Rezultaty
Rozegrano od razu finał, w którym wzięło udział 6 zawodniczek.

Opracowano na podstawie materiału źródłowego.
| Poz. | Zawodniczka           | Reprezentacja  | Próby | Próby | Próby | Próby | Próby | Próby | Wynik |
| Poz. | Zawodniczka           | Reprezentacja  | 1     | 2     | 3     | 4     | 5     | 6     | Wynik |
| ---- | --------------------- | -------------- | ----- | ----- | ----- | ----- | ----- | ----- | ----- |
| 01 ! | Siegrun Siegl         | NRD            | 6,40  | 6,18  | 6,37  | 6,40  | 6,41  | 6,70  | 6,70  |
| 02 ! | Jarmila Nygrýnová     | Czechosłowacja | x     | 6,26  | 6,29  | 6,32  | 6,42  | 6,35  | 6,42  |
| 03 ! | Lena Johansson        | Szwecja        | x     | x     | 6,21  | x     | 6,20  | 6,27  | 6,27  |
| 4.   | Gina Ghioroaie-Panait | Rumunia        | 6,08  | 6,05  | 6,05  | 6,10  | 6,05  | x     | 6,10  |
| 5.   | Rita Meurer           | RFN            | 5,75  | 6,05  | 6,03  | x     | x     | x     | 6,05  |
| 6.   | Edith Maier           | Austria        | 5,61  | 5,88  | 5,78  | 5,66  | x     | 5,76  | 5,88  |